# ویلیام اشنیدویند

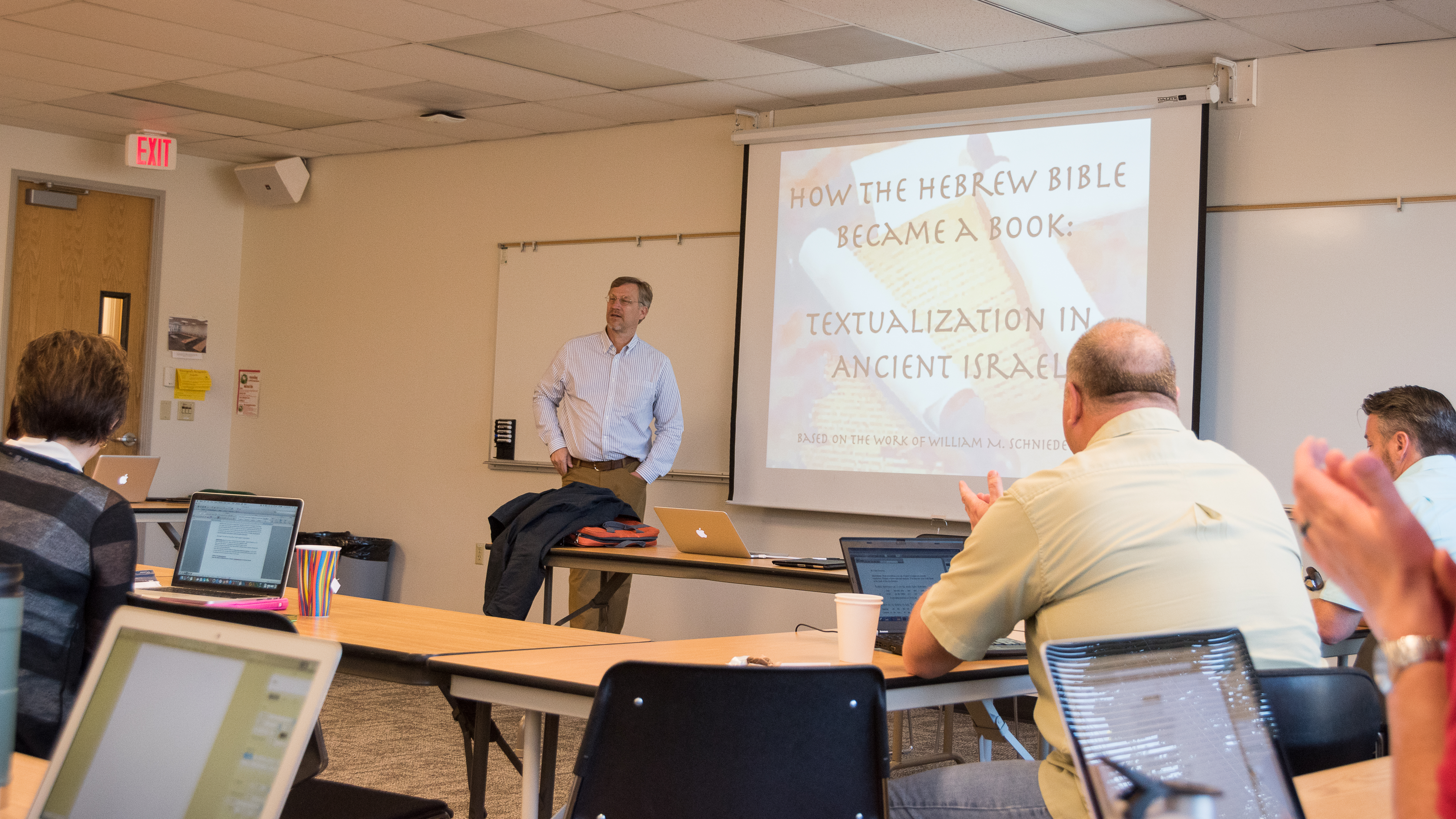
ویلیام اشنیدویند

ویلیام اشنیدویند (به انگلیسی: William M. Schniedewind) (متولد ۱۹۶۲ در نیویورک) صاحب کرسی مطالعات مدیترانه‌ای شرق باستان کرشا (Kershaw) و استاد مطالعات کتاب مقدس و زبان‌های سامی شمال غرب در دانشگاه کالیفرنیا، لس آنجلس است.
او لیسانسش را در زمینه ادیان از دانشگاه جرج فاکس در نیوبرگ آرگون دریافت کرد و فوق لیسانسش را در زمینه جغرافیای تاریخی اسرائیل باستان در دانشگاه اورشلیم دریافت کرد و فوق لیسانس و دکترایش را در زمینه مطالعات خاور نزدیک و یهودشناسی از دانشگاه برندایس دریافت کرد.